# Schloss Medininkai

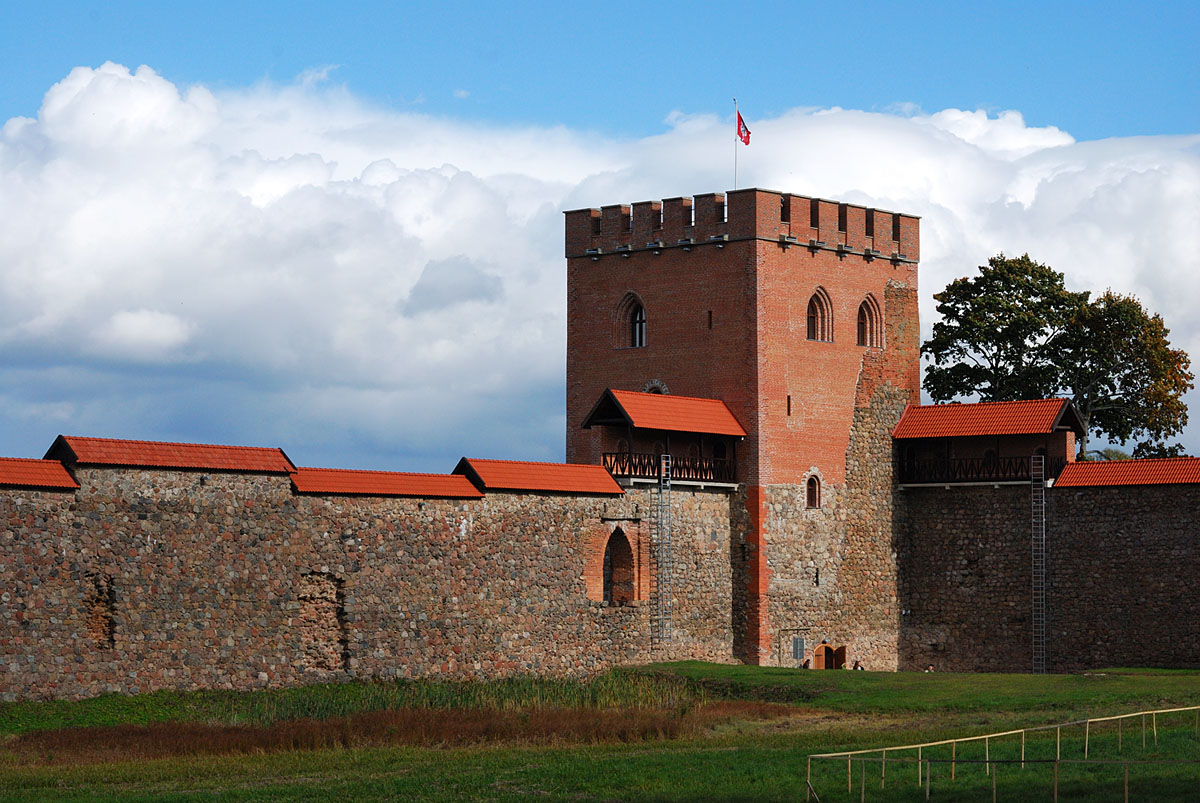
Rekonstruiertes Schloss Medininkai

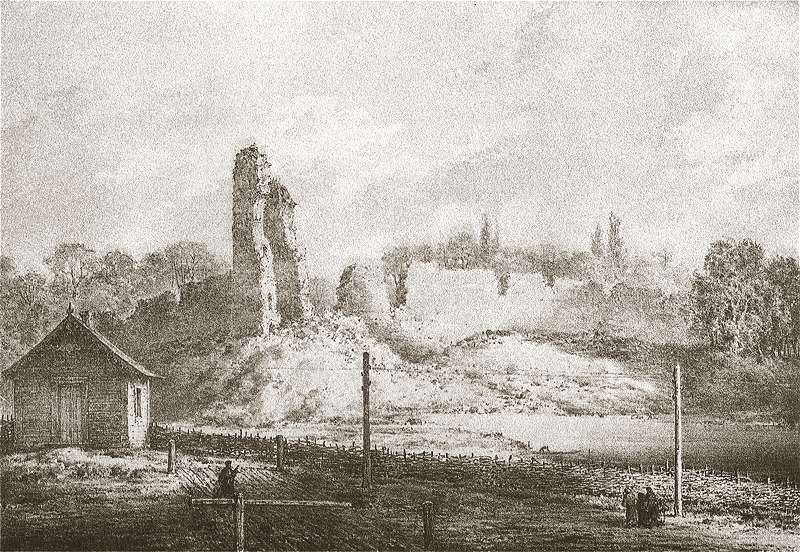
Burgmauern und Turm, die im 19. Jahrhundert von Napoleon Orda gezeichnet wurden

Schloss Medininkai (litauisch: Medininkų pilis) ist ein mittelalterliches Schloss in der Rajongemeinde Vilnius, Litauen und wurde in der ersten Hälfte des 14. Jahrhunderts erbaut. Der Verteidigungsumfang des Schlosses betrug 6,5 ha; es ist das größte geschlossene Schloss in Litauen. Es wurde auf ebenem Boden gebaut und war für die Flankenverteidigung ausgelegt. Der rechteckige Schlosshof umfasste ungefähr 1,8 Hektar und wurde durch 15 Meter hohe und 2 Meter dicke Mauern geschützt. Das Schloss hatte vier Tore und Türme. Der etwa 30 Meter hohe Hauptturm (Donjon) diente als Wohnquartier.
Medininkai wurde urkundlich zuerst im Jahr 1392 erwähnt. Ende des 15. Jahrhunderts wurde das Schloss durch einen Großbrand schwer beschädigt. Aufgrund des vermehrten Einsatzes von Schusswaffen eignete sich dieser Burgtyp nicht mehr für Verteidigungszwecke und wurde später als Wohnhaus genutzt. Während des 17. bis 18. Jahrhunderts wurde es in einen Bauernhof und eine Bäckerei umgewandelt.
Nach der Restaurierung des Schlosses zeigt sein Museum derzeit eine große Sammlung von Gegenständen aus Silber, die von Handwerkern des Großherzogtums Litauen hergestellt wurden, sowie eine Sammlung von Jagdtrophäen und Jagdmessern von Präsident Algirdas Brazauskas.

## Galerie

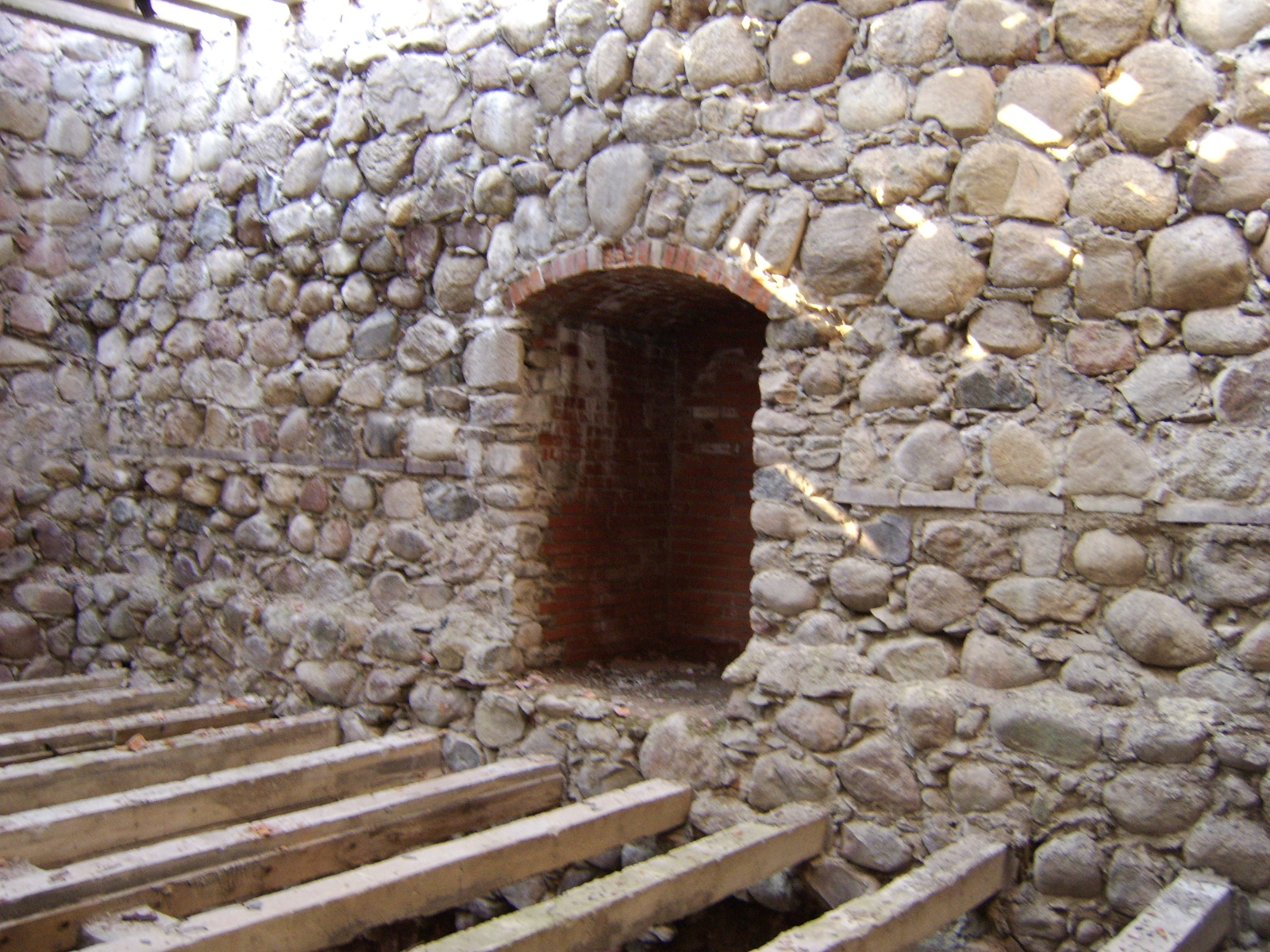
Im Innern des Donjon
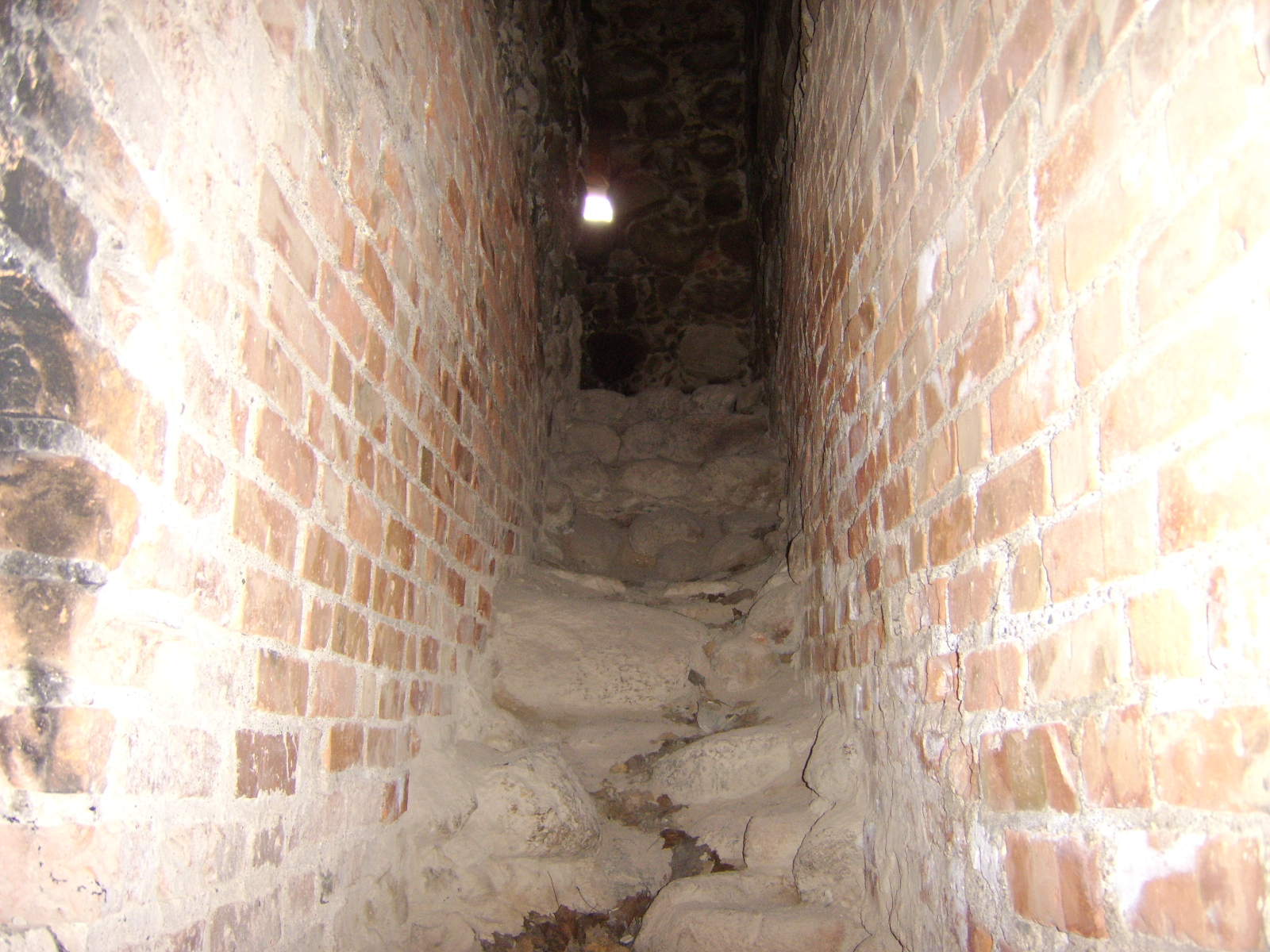
Eingang in den Donjon
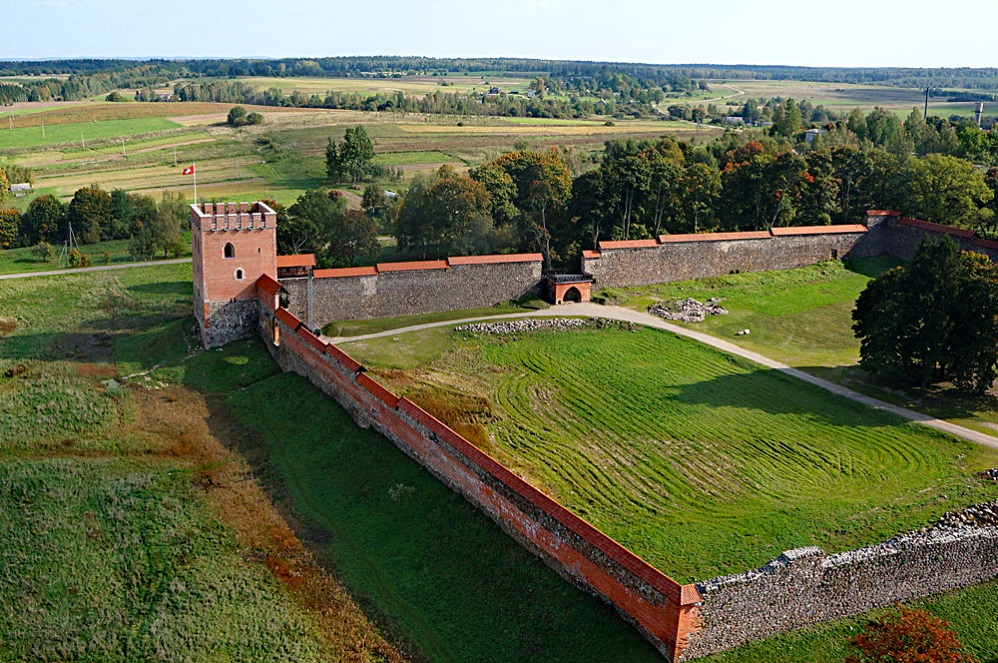
Luftaufnahme des Schlosses
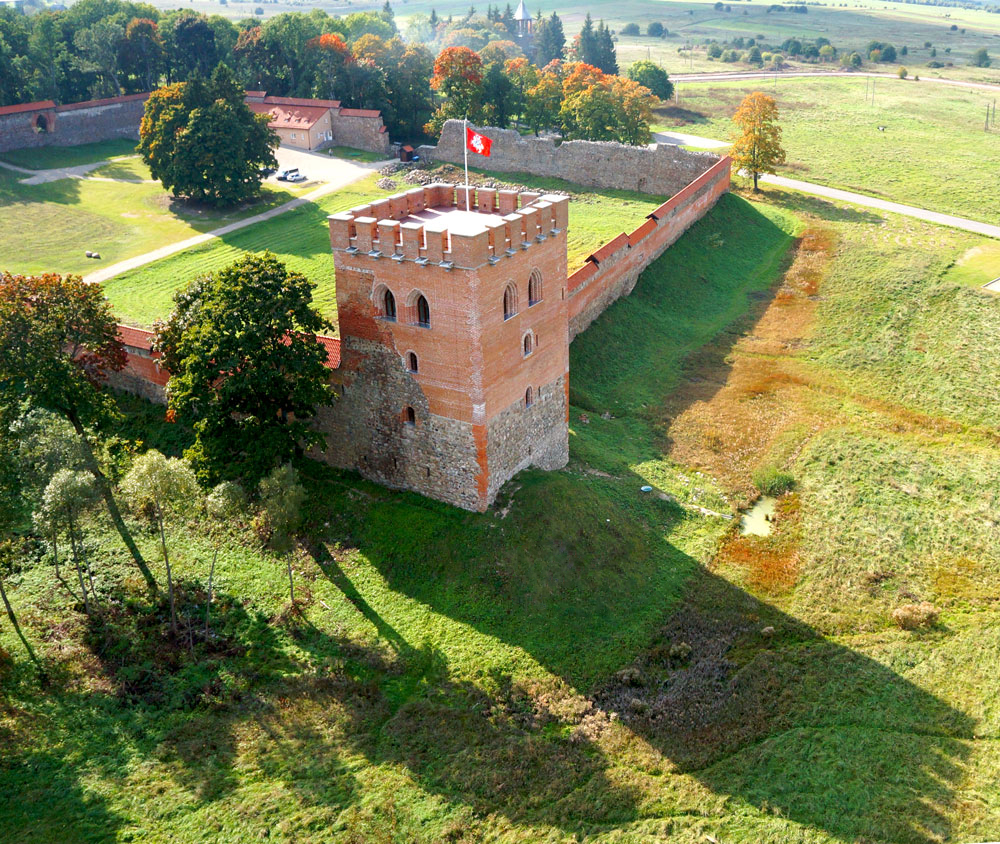
Luftaufnahme des Hauptturms
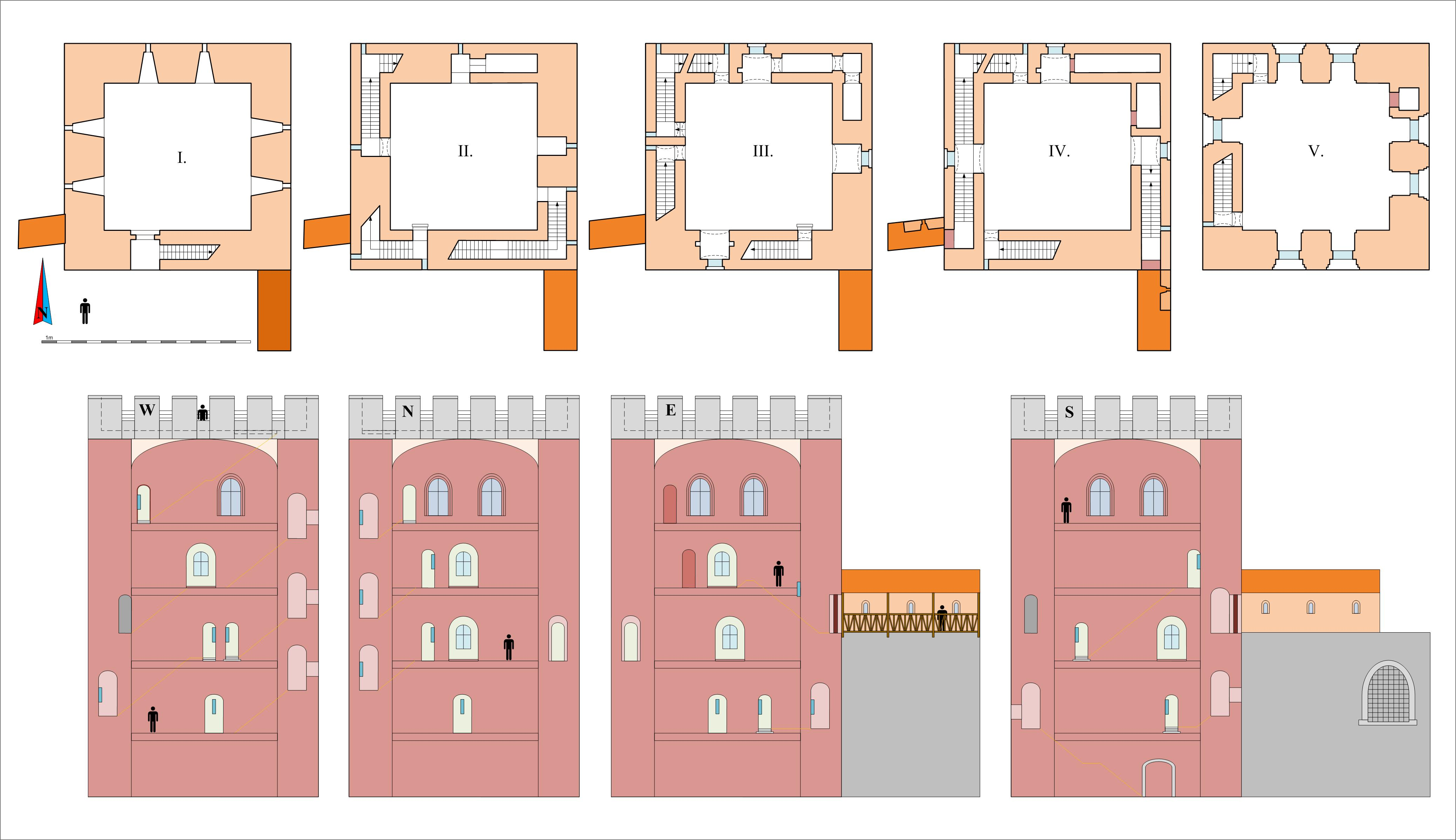
Plan des nordöstlichen Turms des Schlosses Medininkai
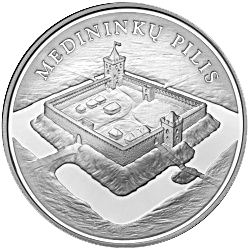
Litas-Gedenkmünze, die dem Schloss Medininkai gewidmet ist